# Franz Mattenklott
Franz Mattenklott (n. 19 noiembrie 1884, Zielona Góra, Polonia – d. 28 iunie 1954, Braunlage, Republica Federală Germania, Germania) a fost un general german din Wehrmacht, care a îndeplinit funcții de comandă în timpul celui de-al Doilea Război Mondial. A fost decorat cu Crucea de Cavaler al Crucii de Fier.
Născut în Silezia, Mattenklott a devenit ofițer în 1903 și a luptat în Primul Război Mondial. A fost păstrat după război în Reichswehr (armata redusă a Republicii de la Weimar), iar la începutul celui de-al Doilea Război Mondial era deja Generalmajor (general-maior). A avut doar o implicare limitată în Bătălia Franței din 1940, dar unitățile sale au jucat un rol decisiv în invazia germană în Grecia din 1941 și, mai târziu în același an, în Asediul Sevastopolului și în alte operațiuni militare din Crimeea. A fost numit comandant al unui district militar la mijlocul anului 1944 și a fost nevoit să facă față forțelor militare aliate occidentale în cursul luptelor finale ale războiului din primăvara anului 1945.
Deși a fost implicat în crime de război atât pe Frontul de Est, cât și pe Frontul de Vest în timpul celui de-al Doilea Război Mondial, Mattenklott nu a fost condamnat niciodată pentru vreo infracțiune, murind ca un om liber în vara anului 1954.

## Tinerețea și Primul Război Mondial
Franz Mattenklott s-a născut la 19 noiembrie 1884 în orașul Grünberg din provincia prusacă Silezia, ca fiu al lui Dietrich Mattenklott și al soției lui, Elfriede, născută Duttenhofer. Tatăl lui era directorul unei fabrici de zahăr din localitatea sileziană Ober Pritschen (azi Przyczyna Górna din Polonia, proprietar de moșie și căpitan în rezervă al Armatei Prusace.
După terminarea studiilor liceale, Franz Mattenklott a solicitat să fie admis în Regimentul 67 Infanterie (4 Magdeburg) din Metz, Alsacia-Lorena, care făcea parte atunci din Imperiul German. După ce a trecut o examinare în scris, Mattenklott a devenit ofițer cadet în Armata Prusacă la 28 decembrie 1903 și a ajuns ofițer în 1905. Până în 1912 a avansat în rang, ajungând adjutant în Batalionul 1 al regimentului. Mattenklott a servit în timpul Primului Război Mondial, fiind decorat cu Crucea de Fier și avansat la 18 iunie 1915 la gradul de căpitan.

## Perioada interbelică
După capitularea Imperiului German, Mattenklott a fost păstrat în Reichswehr-ul Republicii de la Weimar. El a continuat să urce în rang în cadrul Reichswehr, fiind avansat maior în 1928. Postul său următor a fost cel de instructor la Școala de Ofițeri de Infanterie de la Dresda. În 1932 a ajuns la gradul de Oberstleutnant (locotenent-colonel).
Ascensiunea la putere a lui Adolf Hitler în 1933 a marcat sfârșitul Republicii de la Weimar. În anii următori, ignorând prevederile Tratatului de la Versailles, regimul nazist a intensificat reînarmarea Germaniei (Aufrüstung) și a mărit dimensiunile armatei. În cadrul acestui proces, Mattenklott a primit comanda nou-înființatului regiment de infanterie Stargard la 1 octombrie 1934 și a fost avansat la gradul de Oberst (colonel) în aceeași zi.
Mattenklott a intrat în cele din urmă în corpul generalilor la vârsta de 53 de ani, prin avansarea lui la gradul de Generalmajor (general-maior) la 1 martie 1938. Noul său post se afla în partea de vest a celui de-al Treilea Reich: el a fost numit la 1 iulie 1938 în postul de comandant al unităților militare germane din zona de frontieră Trier (Grenz–Kommandantur Trier). Se mai afla încă în acest post atunci când Germania nazistă a invadat Polonia la 1 septembrie 1939, marcând începutul celui de-al Doilea Război Mondial în Europa.

## Al Doilea Război Mondial

### Franța
La izbucnirea războiului, majoritatea forțelor armate germane luptau în Polonia, dar, atunci când aliații occidentali au declarat război Germaniei Naziste, granițele sale occidentale au devenit vulnerabile. O parte a sarcinii critice de păzire a frontierelor i-a fost încredințată generalului Mattenklott, care avea la dispoziție doar trei regimente - două de infanterie și unul de artilerie - pentru a apăra granița cu Luxemburgul și partea adiacentă cu Franța.
Câteva săptămâni mai târziu, la 19 septembrie 1939, unitățile aflate sub comanda sa au fost reorganizate ca Divizia 72 Infanterie, cu garnizoana la Koblenz. Având în vedere sarcina sa principală de apărare a frontierei occidentale, divizia a fost considerată a avea mai mică importanță și a fost alcătuită din unități cu o valoare de luptă redusă. În următoarele luni, ea a rămas la datorie pe Frontul de Vest în timpul Războiului ciudat. Nu au avut loc confruntări armate majore cu Aliații occidentali, cu excepția unor ciocniri ușoare și de mică importanță. La 1 februarie 1940, cu câteva luni înainte de invazia germană în Franța, Mattenklott a fost avansat la gradul de Generalleutnant (general-locotenent).
Unitățile lui Mattenklott au avut o participare redusă în Bătălia Franței din mai-iunie 1940. Unul dintre veteranii diviziei a susținut după război că unitatea sa a primit ordin să atace pozițiile franceze dintr-o pădure, care erau considerate a fi ocupate de unități militare inferioare. Mattenklott ar fi refuzat orice fel de asistență aeriană, iar atacul s-a soldat cu eșec, ceea ce l-a determinat pe veteran să-l considere pe comandant a fi „un idiot”. Istoricii militari susțin că divizia lui Mattenklott a obținut rezultate mediocre, în ciuda faptului că s-a confruntat cu o rezistență franceză minoră. În iunie 1940 Franța a capitulat, iar Divizia 72 Infanterie a rămas în Franța ca unitate militară de ocupație. Generalul Mattenklott a fost detașat la 25 iulie 1940 în postul de comandant militar al orașului Metz din provincia Alsacia-Lorena, activând în această calitate până la 4 septembrie 1940, când a preluat din nou comanda Diviziei 72 Infanterie.

### Campania din Balcani

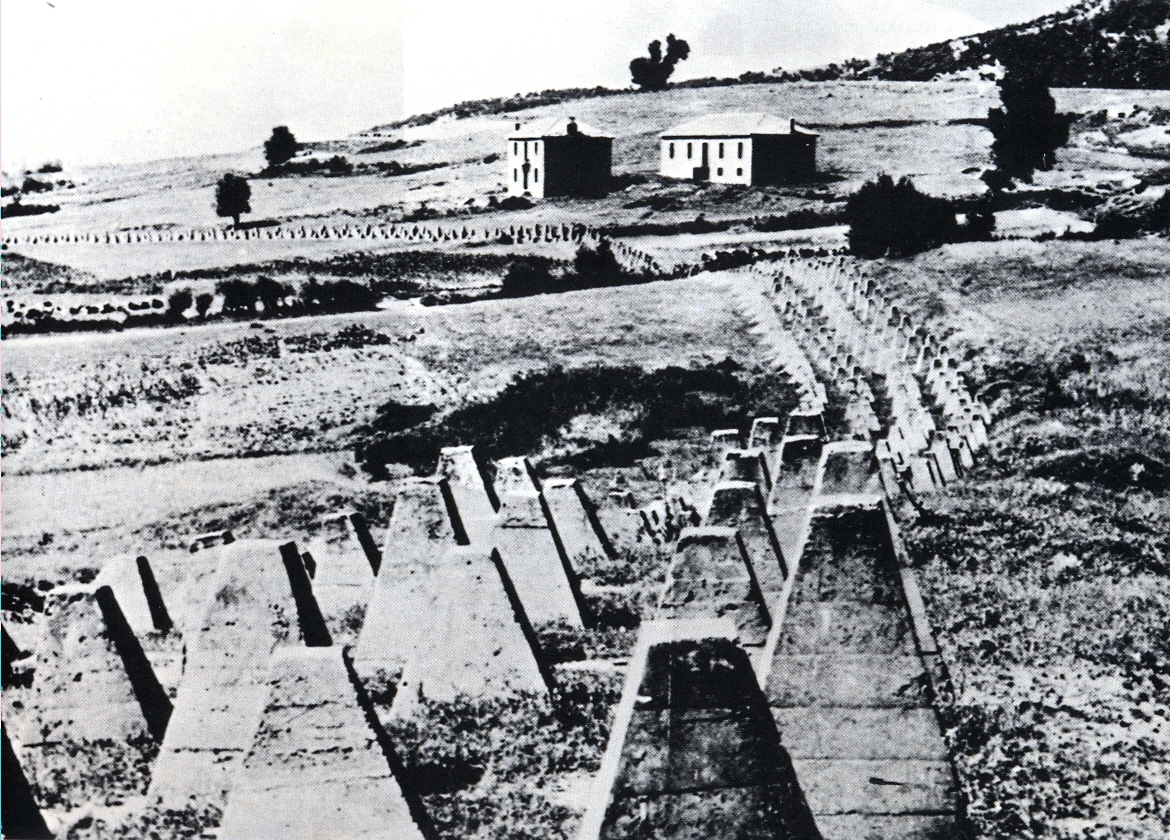
O vedere a sistemului defensiv antitanc („dinții dragonului”) din Linia Metaxas

După o scurtă perioadă de refacere în Franța, Divizia 72 Infanterie a fost trimisă în ianuarie 1941 în România pentru a acționa ca unitate de instruire, iar în martie 1941 s-a deplasat în Bulgaria (care era atunci un membru al puterilor Axei) pentru a participa la viitoarea invazie în Grecia, cunoscută sub numele de cod „Operațiunea Marița” (Unternehmen Marita). Divizia a fost plasată în subordinea Corpului XVIII Munte (XVIII. Gebirgskorps) comandat de General der Infanterie Franz Böhme, care făcea parte la rândul lui din Armata a 12-a a feldmareșalului Wilhelm List. Corpul de munte al lui Böhme era format din patru divizii de infanterie și un regiment de infanterie întărită; această puternică forță de luptă s-a confruntat cu trei divizii grecești și cu linia Metaxas puternic fortificată și a dus lupte grele de-a lungul regiunii muntoase de la granița greco-bulgară.
Divizia lui Mattenklott a primit misiunea de a străpunge linia defensivă la sud-vest de Nevrokop, de a se deplasa către sud-vest până la Serres și de a se întoarce apoi spre nord și a ataca din spate Fortul Roupel, pentru a captura drumul național care traversa valea îngustă cunoscută sub numele de Pasul Rupel. Invazia a început pe 6 aprilie și trupele lui Mattenklott nu au reușit până la sosirea nopții să străpungă linia Metaxas, suferind pierderi grele. Totuși, în ziua următoare, Divizia 72 Infanterie a reușit să facă o breșă, dar deplasarea către Serres a fost îngreunată de terenul montan ce trebuia străbătut. Majoritatea forturilor grecești au continuat să reziste până la 9 aprilie, dar, ca urmare a faptului că forțele grecești principale au fost izolate prin avansarea unităților germane spre vest, ele au capitulat în final în aceeași zi, când Salonicul a căzut. Rezumând experiențele sale din aceste lupte, Mattenklott a lăudat Armata Greacă pentru rezistența fermă și pentru vitejia sa.  În urma acestor lupte, Corpul XVIII Munte a înaintat până în Tesalia. Alte unități ale Armatei Germane au pătruns mai adânc pe teritoriul Greciei, iar o unitate de tancuri a ajuns la 26 aprilie 1941 la Atena. Grecia a fost ocupată în totalitate odată cu capturarea Cretei în iunie 1941. După încheierea luptelor, Divizia 72 Infanterie a mărșăluit către România, stabilindu-se în zona câmpurilor petrolifere din apropierea orașului Ploiești.

### Invadarea Uniunii Sovietice
În momentul declanșării Operațiunii Barbarossa, la 22 iunie 1941, divizia comandată de Mattenklott se afla în România și era inclusă în componența Armatei a 11-a (comandantă de generalul Eugen Ritter von Schobert); ea a fost plasată în subordinea Grupului de Armate Sud ca unitate de rezervă și a înaintat prin Basarabia și sudul Ucrainei. Trupele diviziei au luptat inițial în apropierea orașului Nikolaev din Ucraina, apoi au traversat fluviul Nipru în bărci gonflabile pe la Berîslav, un punct vital care a permis înaintarea spre Crimeea. Au purtat lupte în Stepa Nogaică și au capturat orașul Melitopol în septembrie 1941. Ca urmare a acestor succese militare, generalul Mattenklott a fost decorat pe 19 septembrie 1941 cu Ordinul „Mihai Viteazul” cl. III-a „pentru destoinicia, devotamentul și bravura personală de care au dat dovadă în luptele contra bolșevicilor în colaborare cu trupele române”. El și-a condus apoi divizia în Campania din Crimeea, ajungând la Sevastopol la sfârșitul toamnei. A fost avansat la 1 octombrie 1941 la gradul de general de infanterie. La 6 noiembrie 1941, în ciuda succeselor obținute, Franz Mattenkott a fost înlocuit la conducerea diviziei cu generalul Philipp Müller-Gebhard și trecut în rezerva de comandanți (Führerreserve) a Wehrmacht-ului.

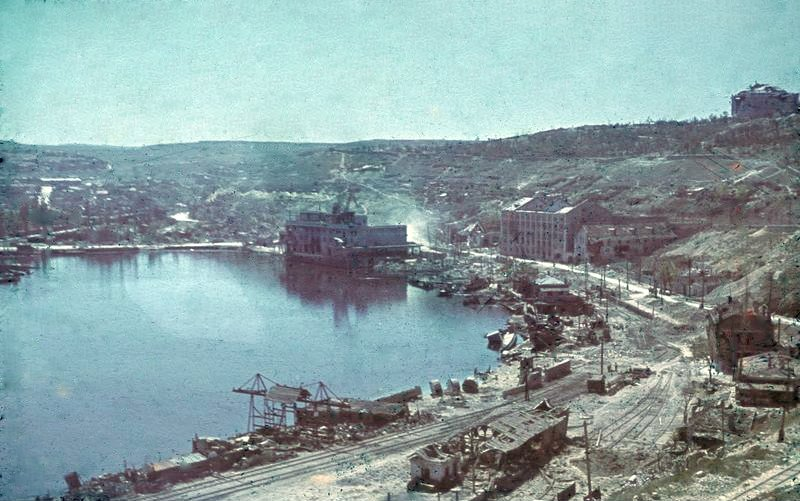
Portul distrus Sevastopol după capturarea orașului de către Wehrmacht (iulie 1942)

Pentru conducerea diviziei în asediul orașului Sevastopol din prima jumătate a lunii noiembrie 1941, generalul Mattenklott a fost decorat la 23 noiembrie 1941 cu Crucea de Cavaler al Crucii de Fier. În timp ce se afla în Crimeea, Mattenklott a fost confruntat cu uciderea evreilor de către Einsatzgruppen, unități speciale ale SS. Când 400 de bărbați evrei și 10 femei evreice au fost împușcați aparent pentru acțiuni de sabotaj, Mattenklott „și-a exprimat recunoștința și mulțumirea” față de unitatea Einsatzgruppe D, care a fost responsabilă cu execuțiile.
În lunile următoare, Armata a 11-a, aflată sub comanda generalului de infanterie (General der Infanterie) Erich von Manstein, a continuat să asedieze orașul Sevastopol. O situația de criză a avut loc la sfârșitul lunii decembrie 1941, când sovieticii au lansat un atac amfibiu asupra strâmtorilor Kerci și Feodosia pentru a recaptura orașul și peninsula Kerci, amenințând să izoleze Corpul XLII Armată al Generalleutnant-ului Hans von Sponeck (XLII. sau XXXXII. Armeekorps) de restul armatei germane. Deși Manstein dăduse ordine explicite pentru apărarea pozițiilor până la sosirea unităților de întărire de la Sevastopol, generalul Sponeck a ordonat retragerea corpului său de armată. Furios în fața acestui act de insubordonare, Manstein l-a destituit pe Sponeck și l-a înlocuit la 1 ianuarie 1942 cu Mattenklott, care tocmai primise comanda Corpului XXX Armată. În următoarele luni unitățile lui Mattenklott, împreună cu Corpul XXX Armată, au desfășurat lupte grele în estul Crimeei, reușind să respingă atacurile sovietice, suferind și provocând pierderi grele.
În mai 1942 Mattenklott și-a condus corpul în Operațiunea Trappenjagd, o încercare de a zdrobi capetele de pod sovietice din peninsula Kerci. Germanii au reușit să încercuiască și să distrugă mai multe unități ale Armatei Roșii, ucigând sau capturând aproximativ 175.000 de militari sovietici, în timp ce corpurile germane de armată XXX și XLII au avut mai puțin de 3.500 de victime. Această operațiune a dus la recucerirea peninsulei Kerci și a fost crucială pentru cucerirea ulterioară a fortăreței Sevastopol, care a avut loc la începutul lunii iulie 1942.
După capturarea totală a Crimeei în iulie 1942, Corpul XLII Armată a rămas în peninsulă, iar Mattenklott a fost numit comandant al Crimeei (Befehlshaber Krim) la 24 august 1942. El s-a confruntat aproape imediat cu problema alimentației populației, întrucât Manstein dispusese confiscarea tuturor materiilor prime pentru a întreține trupele germane. Mattenklott a fost îngrijorat de înrăutățirea relațiilor dintre armata de ocupație și populația civilă și în septembrie 1942 a trimis un raport Grupului de Armate Sud, în care-și exprima opinia că trupele germane nu ar trebui să mai promită populației civile că situația ei se va ameliora dacă nu erau capabile să-și respecte promisiunile. Nu s-au întreprins însă niciun fel de măsuri, iar populația din Crimeea a suferit de foame în cursul anilor 1942 și 1943. Sub comanda lui Mattenklott, au fost executați sute de civili, inclusiv cei acuzați, adesea în mod greșit, ca fiind partizani sau comuniști, invalizi și persoane fără adăpost, precum și numeroase alte grupuri etichetate de naziști ca fiind „elemente indezirabile”. Printre autorii acestor atrocități s-au numărat și unitățile de poliție, cu care Mattenklott a raportat că avea „o excelentă cooperare”. Mattenklott a fost comandantul Crimeei până la 30 aprilie 1943. La 19 septembrie 1942 Mattenklott a fost decorat cu Crucea Germană de aur.
La 22 iunie 1943 a renunțat temporar la comanda corpului său de armată pentru a pleca în concediu și s-a reîntors la comandă în iulie 1943. Mattenklott a comandat Corpul XLII Armată în cursul Bătăliei de la Kursk din iulie 1943, dar unitatea sa a îndeplinit doar un rol marginal în ultima ofensivă majoră a Wehrmacht-ului împotriva Armatei Roșii. Între 14 noiembrie 1943 și 24 noiembrie 1943 a fost comandant al Armeeabteilung Mattenklott. 
În ianuarie 1944 Mattenklott a cedat temporar comanda corpului către comandantul Diviziei 112 Infanterie, Generalleutnant-ul Theo-Helmut (Theobald) Lieb. În aceeași lună, Armata Roșie a încercat să încercuiască și să distrugă corpurile de armată XLII și XI, precum și detașamentul B (Korpsabteilung B), în timpul bătăliei din punga de la Korsun-Cerkassî. În cursul luptelor care au urmat, șeful Comitetului național antinazist pentru o Germanie Liberă, General der Artillerie Walther von Seydlitz-Kurzbach, neștiind de absența lui, a trimis o scrisoare către Matteklott și alți comandanți, îndemnându-i să se predea pentru a opri distrugerea iminentă a țării. Această propunere a fost, însă, ignorată. După câteva săptămâni de lupte grele, germanii au reușit să facă o breșă în linia frontului, iar Mattenklott a fost chemat înapoi în martie 1944 pentru a supraveghea reorganizarea corpului de armată și transferul unităților sale în Polonia ocupată, departe de linia frontului. El a fost însărcinat, de asemenea, cu redactarea unui raport post-acțiune (Abschlussmeldung) și cu estimarea pierderilor. În următoarele luni, Mattenklott (în vârstă de 59 de ani) nu a jucat niciun rol militar important, cu excepția rolului său din cursul Bătăliei de la Kovel din nord-vestul Ucrainei, unde a ajutat unitățile germane să iasă din încercuirea forțelor sovietice.

### Ultima fază a războiului
Atunci când General der Infanterie Gerhard Glokke, comandantul Districtului Militar VI (Wehrkreis VI) din Münster, Westfalia, a murit în funcție din cauza unui atac de cord la începutul lunii iunie 1944, Mattenklott a fost ales să-i succeadă, cu începere de la 15 iunie 1944. În multe privințe, el a fost extrem de norocos că a fost transferat de pe Frontul de Est. Exact o săptămână mai târziu, pe 22 iunie 1944, sovieticii au lansat o ofensivă puternică, Operațiunea Bagration, care a spulberat unitățile Wehrmacht-ului și a deschis calea pentru înaintarea către Germania.
Fără știința lui Mattenklott, care nu avea, se pare, niciun fel de sentimente antinaziste, unii dintre ofițerii săi din Districtul Militar VI au fost implicați în rezistența militară împotriva lui Hitler. La 20 iulie 1944, după ce colonelul Claus von Stauffenberg a detonat o bombă în cartierul general al lui Hitler, Bârlogul Lupului din Prusia Răsăriteană, a fost pusă în aplicare un plan de răsturnare a regimului nazist (cunoscut sub numele de conspirația de la 20 iulie). Oberstleutnant-ul Martin Bärtels, un conspirator din statul major al lui Mattenklott, l-a îndemnat pe superiorul său să părăsească sediul și să meargă într-un tur de inspecție. Cu toate acestea, complotul a eșuat încă de la început la Münster. La scurt timp după aceea, feldmareșalul (Generalfeldmarschall) pensionar Erwin von Witzleben a semnat de la centrul conspiratorilor din Berlin un ordin de arestare imediară a membrilor aparatului militar nazist din cadrul Districtului Militar. Încă nesigur de evoluția evenimentelor, Mattenklott a așteptat pasiv până când a aflat informația că atentatul împotriva lui Hitler a eșuat.
Nu se cunoaște în ce măsură eșecul complotului și răspunsul brutal împotriva celor implicați a afectat poziția lui Mattenklott cu privire la negarea vehementă de către Hitler a înfrângerii iminente a Germaniei. Dar, pe măsură ce aliații occidentali înaintau tot mai mult în vestul Germaniei în primăvara anului 1945, Mattenklott a continuat să execute ordinele nerealiste ale superiorilor săi. În acea perioadă Mattenklott a condus unitățile disponibile ale Districtului Militar într-o apărare disperată a zonei orașului Paderborn din Renania de Nord-Westfalia. La 1 aprilie 1945 el i-a raportat superiorului său, comandantul suprem al forțelor militare germane de pe Frontul de Vest (Oberbefehlshaber West), generalfeldmarschall Albert Kesselring, că Paderborn a fost pierdut după ce „a fost apărat până la ultimul om”; el s-a angajat să apere Pădurea Teutoburgică, dar a avertizat că nu poate să desfășoare acolo forțe militare semnificative.
Câteva zile mai târziu, Mattenklott a ordonat executarea pentru trădare a lui Wilhelm Gräfer, primarul orașului Lemgo, deoarece acesta încercase să predea orașul Armatei Americane, pentru a-l feri de distrugerile ulterioare. Mattenklott însuși s-a predat Aliaților după alte câteva săptămâni, la 21 aprilie 1945.

## Perioada postbelică
În perioada captivității sale, Mattenklott a scris mai multe manuscrise pe teme de istorie militară pentru Armata Americană, inclusiv un raport cu privire la Bătălia de la Kursk. În anii de după război, Mattenklott a reușit să evite acuzarea și condamnarea sa pentru crimele de război în care a fost implicat. Ca subordonat al generalului Hans von Salmuth, el a depus mărturie în procesul înalților comandanți militari din 1948, fiind martor al apărării pentru fostul său superior. Semnătura lui a fost găsită pe un ordin din 28 noiembrie 1941 cu privire la „războiul împotriva partizanilor” în teritoriile ocupate. Acel ordin prevedea, printre altele, înființarea mai multor lagăre de concentrare în care ostaticii „[...] să fie împușcați și spânzurați [...], dacă se produc atacuri ale partizanilor în zona respectivă” și, în plus, s-a decis împușcarea pe loc a civililor sau „soldaților împrăștiați” care ar fi găsiți înarmați.
În cursul interogatoriului său din 19 mai 1947, Mattenklott a susținut că astfel de măsuri erau „necesare și justificate”, dar a explicat că le-a considerat ca fiind descurajante și a adăugat că executarea unui civil înarmat nu a fost adusă niciodată în atenția lui. El le-a spus anchetatorilor că nu știa nimic cu privire la uciderea sistematică a evreilor, comuniștilor și a altor „elemente indezirabile” pe Frontul de Est și a negat categoric orice implicare. Mai ales, el a subliniat că nu știa „absolut nimic” despre Holocaust. Abia în deceniile următoare s-a aflat că Mattenklott cunoștea foarte bine politica nazistă de distrugere și genocid în Uniunea Sovietică, precum și activitățile desfășurate de Einsatzgruppen, el lăudând deseori „cooperarea excelentă” a unităților sale cu făptuitorii acestor crime. Mattenklott a fost eliberat din captivitate la 4 iulie 1947.
O altă ocazie pentru urmărirea penală a lui Mattenklott a venit în anii următori. Execuția mai sus menționată a primarului Gräfer din Lemgo a stârnit o mare indignare, iar opinia publică a cerut pedepsirea celor responsabili. Unul dintre ei, Generalmajor a. D. (retras) Paul Goerbig, președintele curții marțiale care l-a condamnat pe Gräfer, a fost arestat la Hamburg în aprilie 1949 și adus la Paderborn. Acolo, el a susținut că Mattenklott știa că executarea lui Gräfer ar putea să atragă condamnarea celor care au dat acest ordin, dar i-a spus lui Goerbig că acest caz era „în totalitate sub control”. Mattenklott a recunoscut că a trimis ordinul de execuție unuia dintre comandanții săi subordonați, Generalmajor a. D. Karl Becher care, la rândul său, i-a ordonat lui Goerbig să-l pună în aplicare. Deși Mattenklott și-a asumat indirect răspunderea pentru acest ordin, el a încercat să arunce toată vina asupra lui Becher, care era responsabil pentru instituirea și organizarea curții marțiale. Potrivit lui Goerbig, Becher a negat că a transmis un astfel de ordin. Acuzațiile lui Mattenklott și Goerbig împotriva lui Becher au fost considerate suficiente, însă procesul s-a desfășurat extrem de lent. Procurorul nu l-a chemat niciodată pe Becher să depună mărturie, iar în 1959, la doi ani de la moartea lui Becher, toate procedurile judiciare au fost oprite.
În acea vreme Mattenklott era deja mort. El și-a petrecut ultimii săi ani de viață la Braunlage, o stațiune medicală aflată în Munții Harz din landul Saxonia Inferioară. A murit acolo la 28 iunie 1954, la vârsta de 69 de ani.

## Decorații
- Crucea de onoare cl. a III-a cu spade a Ordinului Regal de Hohenzollern[38]
- Crucea pentru serviciu în război a Ducatului de Braunschweig cl. I[38] și cl. a II-a cu insigna de onoare[38]
- Cavaler cl. I al Ordinului Frederic al Regatului Württemberg[38]
- Crucea de Fier (1914) cl. a II-a[39] și cl. I[39]
- Crucea de onoare a Războiului Mondial 1914/1918 (1934)[38]
- Medalia pentru serviciu îndelungat în Wehrmacht[38]
- Crucea de Fier cu barete (1939) cl. a II-a (1 decembrie 1939)[40] și cl. I (1 decembrie 1939)[40]
- Crucea de Cavaler al Ordinului Friedrich, clasa I cu spade[8]
- Ordinul Militar „Mihai Viteazul” cl. III-a (19 septembrie 1941)[18][41]
- Crucea de Cavaler al Crucii de Fier (23 noiembrie 1941), în calitate de General der Infanterie și comandant al Diviziei 72 Infanterie[42][43][40][39]
- Medalia Frontului Răsăritean (1942)[38]
- Crucea Germană de aur (22 septembrie 1942), în calitate de General der Infanterie și comandant al Corpului XXXXII Armată[44][40][39]
- Menționat în buletinul radiofonic zilnic Wehrmachtbericht (6 aprilie 1944)[39]